# Mario Mantovani
Mario Mantovani este un om politic italian, membru al Parlamentului European în perioada 1999-2009 din partea Italiei.
1. 1 2  Deputații în Parlamentul European
2. ↑  Deputații în Parlamentul European, accesat în 22 iulie 2024
3. ↑   http://www.senato.it/leg/16/BGT/Schede/Attsen/00025208.htm Lipsește sau este vid: |title= (ajutor)